# القراءات العشر
القراءات العشر هي عشر قراءات لقراءة القرآن أقَرَّهَا العلماء في بحثهم لتحديد القراءات المتواترة، فاستقر الاعتماد العلمي، بعد زيادة ثلاث قراءات أخرى، أضيفت إلى القراءات السبع، على يد الإمام ابن الجزري، فأصبح مجموع المتواتر من القراءات عشر قراءات، وهذه القراءات الثلاث هي قراءات هؤلاء الأئمة أبو جعفر المدني ويعقوب الحضرمي البصري وخلف بن هشام البغدادي

## تاريخ
نزل القرآن على سبعة أحرف، والأحرف ليست في الكتابة فقط بل في النطق والمعنى والتشكيل وعلامات الوقف والإيجاز، ونظرا لاختلاف لكنات ولهجات العرب الذين أنزل عليهم القرآن، وقد جمع الصحابي وأمير المؤمنين عثمان بن عفان القرآن على تشكيل واحد، وهناك سبع قراءات ثابتة وثلاث قراءات مكملة للسبع فيكتمل عقد العشر قراءات، وكل هذه القراءات ونطقها وردت عن رسول الله صلى الله عليه وسلم وتناقلها الصحابة ثم التابعون فالتابعين لهم وهكذا.
يذكر القرآن أنه نزل بلسان العرب: {نَزَلَ بِهِ الرُّوحُ الأَمِينُ (193) عَلَى قَلْبِكَ لِتَكُونَ مِنَ الْمُنذِرِينَ (194) بِلِسَانٍ عَرَبِيٍّ مُّبِينٍ (195)} وبين العرب اتفاق كبير في كثير من الكلمات واختلاف ضئيل في بعض الظواهر اللفظية التي تتميز بها كل قبيلة عن الأخرى، وحول ذلك قال الرسول محمد صلى الله عليه وسلم «إن هذا القرآن أنزل على سبعة أحرف كلها شافٍ كافٍ فاقرؤوا كما عُلّمتم.» فكان كل صحابي يعلّم كما تعلّم وفي عصر تابعي التابعين ظهر رجال تفرّغوا للقراءة ولنقلها وضبطها وجلسوا بعد ذلك للتعليم، فاشتُهرت القراءة التي كانوا يَقرؤون ويُقرئون بها الناس، فصارت تلك الكيفية تُنسب إلى هؤلاء القراء، لأنهم لزموها وليس لأنهم اخترعوها، فهم نقلوها نقلاً محضاً وليس لهم فيها أدنى تغيير أو زيادة.
وكما حصل مع الفقهاء في العصور الأولى حيث كان عددهم كبير جدًا في البداية برز منهم أئمة أربعة فقط، بعد أن تَهَيّأ لهم تلاميذ لزموهم ونقلوا مذاهبهم الفقهية، فبقيت مذاهبهم وانتشرت واندثرت باقي المذاهب، وكذلك حصل مع القرّاء حيث ظهر وبرز منهم عشرة من أئمة القراءة.

## انتشارها
أغلب هذه القراءات يعرفها أهل القراءات وعلماؤها الذين تلقوها وعددهم كافٍ للتواتر في العالم الإسلامي. لكن العامّة من المسلمين المنتشرين في أغلب دول العالم الإسلامي وعددهم يقدر بالملايين يقرؤون برواية الكوفية برواية الكوفي حفص عن عاصم وفي بلاد المغرب العربي يقرؤون بقراءة الإمام نافع وهو إمام أهل المدينة سواء رواية قالون أو رواية ورش". وفي السودان وفي حضرموت يقرؤون بالرواية التي رواها الدوري عن أبي عمرو.

## القراءات العشر
هي قراءات عشرة من أئمة قراء القرآن وهي:
- قراءة الإمام نافع المدني
- قراءة الإمام عبد الله بن كثير المكي.
- قراءة الإمام أبو عمرو البصري.
- قراءة الإمام بن عامر الدمشقي.
- قراءة الإمام عاصم بن أبي النجود الكوفي.
- قراءة الإمام حمزة الزيات.
- قراءة الإمام الكسائي.
- قراءة الإمام أبو جعفر المدني.
- قراءة الإمام يعقوب الحضرمي.
- قراءة الإمام خلف العاشر.

### رواة القراءات العشرة
قراءة نافع المدني: للإمام نافع المدني عدة روايات اشتهر منها اثنان وهما:
- قالون: واسمه عيسى بن مينا بن وردان بن عيسى الزرقي (أبو موسى) مولى بني زهرة ومعلم العربية وقارئ المدينة ونحويّها، لقبه نافع (قالون) لجودة قراءته لأن معناها بلغة الروم (جيد).[2][3]
- ورش: اسمه عثمان بن سعيد بن عبد الله، أبو سعيد المصري، لقبه نافع (ورشا) لبياضه، والورش شيء أبيض يصنع من اللبن، وقيل غير ذلك، وغلب عليه هذا اللقب حتى صار لا يعرف إلا به.[4][5]

قراءة ابن كثير المكي: اشتهر لابن كثير راويان هما:
- البزي: أحمد بن محمد بن عبد الله بن القاسم بن نافع بن أبي بزة.[6][7]
- قنبل: هو محمد بن عبد الرحمن بن خالد المخزومي مولاهم، أبو عمر المكي، شيخ القراء بالحجاز في زمانه، لقبه (قنبل) لأنه من أهل بيت بمكة يعرفون بالقنابلة.[4][8]

قراءة أبي عمرو البصري: اشتهر لأبي عمرو البصري راويان هما:
- الدوري: حفص بن عمر بن عبد العزيز، أبو عمر الدوري النحوي، والدوري نسبة إلى الدور، موضع ببغداد.[6][9]
- السوسي: عن يحيى بن المبارك اليزيدي عن أبي عمرو البصري.[6][10]

قراءة ابن عامر الشامي: اشتهر لابن عامر الشامي راويان هما:
- هشام: بن عمار بن نصير بن ميسرة، أبو الوليد السلمي، الدمشقي.[11][12]
- ابن ذكوان: عبد الله بن أحمد بن بشر بن ذكوان، أبو عمرو القرشي الفاهري الدمشقي.[13][14]

قراءة عاصم الكوفي: اشتهر لعاصم الكوفي راويان هما:
- شعبة: أبو بكر بن عياش بن سالم الكوفي الأسدي الحنّاط.[13][15]
- حفص: بن سليمان بن المغيرة، أبو عمر الأسدي الكوفي الغاضري البزاز.[16][17]

قراءة حمزة الكوفي: اشتهر لحمزة الكوفي راويان هما:
- خلف بن هشام: بن ثعلب البزار، أبو محمد الأسدي البغدادي.[18][17]
- خلاد بن خالد: أبو عيسى الشيباني مولاهم، الصيرفي الكوفي.[19][20]

قراءة الكسائي: اشتهر للكسائي راويان هما:
- أبو الحارث الليث: بن خالد البغدادي، ثقة معروف حاذق ضابط.[21][22]
- حفص بن عمر الدوري: وهو الراوي عن أبي عمرو البصري.[21][23]

قراءة أبي جعفر المدني: اشتهر لابي جعفر المدني راويان هما:
- عيسى بن وردان المدني، أبو الحارث الحذاء.[24][25]
- ابن جمّاز: سليمان بن مسلم بن جمّاز، أبو الربيع الزهري، مولاهم المدني.[24][26]

قراءة يعقوب الحضرمي: اشتهر ليعقوب الحضرمي راويان هما:
- رويس: محمد بن المتوكل اللؤلؤي، أبو عبد الله البصري، المعروف برويس.[24][27]
- روح بن عبد المؤمن: أبو الحسن الهذلي، مولاهم، البصري النحوي.[24][28]

قراءة خلف العاشر: اشتهر لخلف العاشر راويان هما:
- إسحاق بن إبراهيم: بن عثمان بن عبد الله، أبو يعقوب المروزي ثم البغدادي.[29][30]
- إدريس بن عبد الكريم الحداد: أبو الحسن البغدادي.[29][31]

## وصلات خارجية
- المُهذَّب في القراءات العشر وتوجيهها من طريق طيبة النشر، محمد سالم محيسن.
- حمل مصاحف الروايات العشرين للقرآن الكريم من طريقي الشاطبية والدرة
- القراءات العشر - مجمع الملك فهد لطباعة المصحف الشريف